# Juan José Montes de Oca (médico)

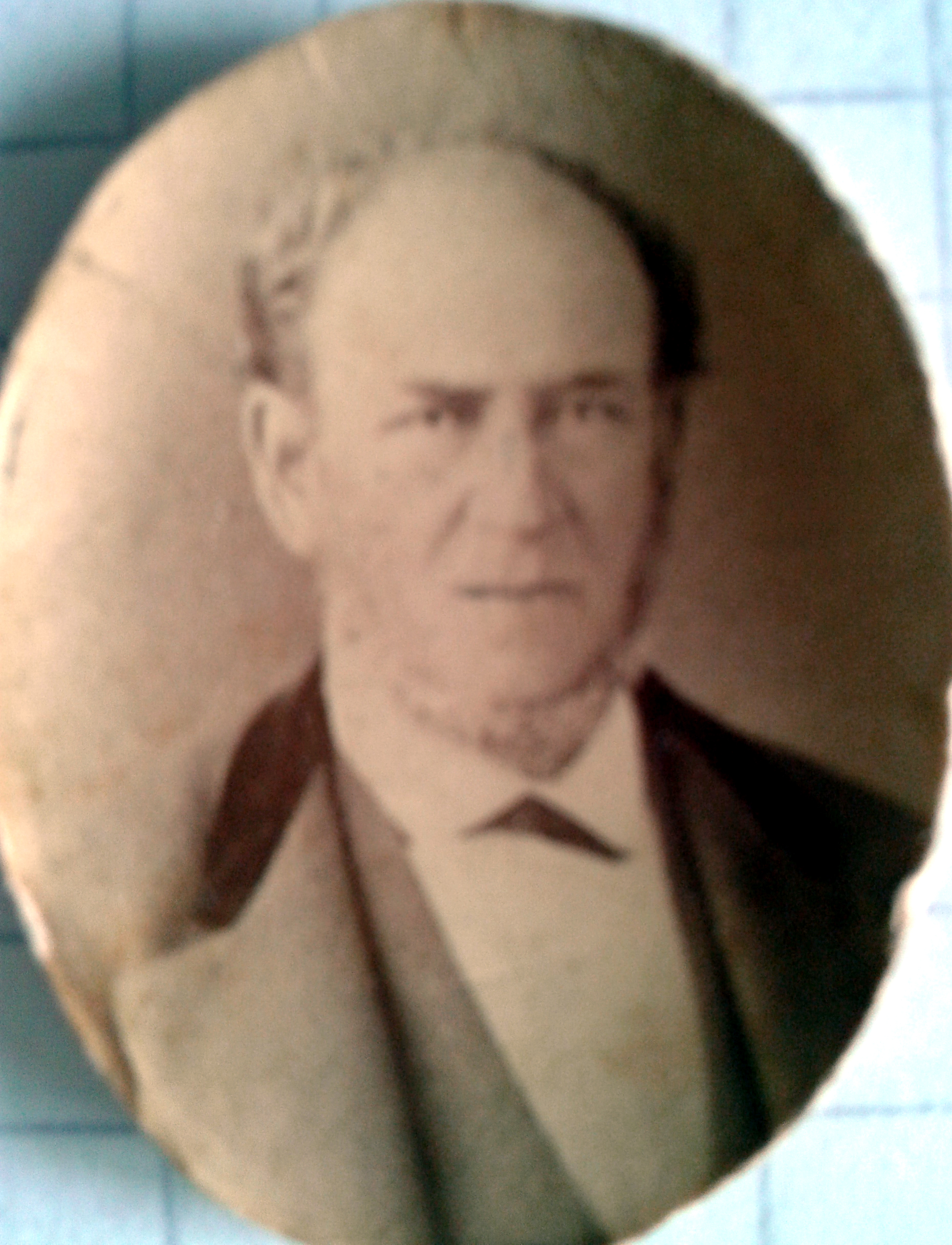

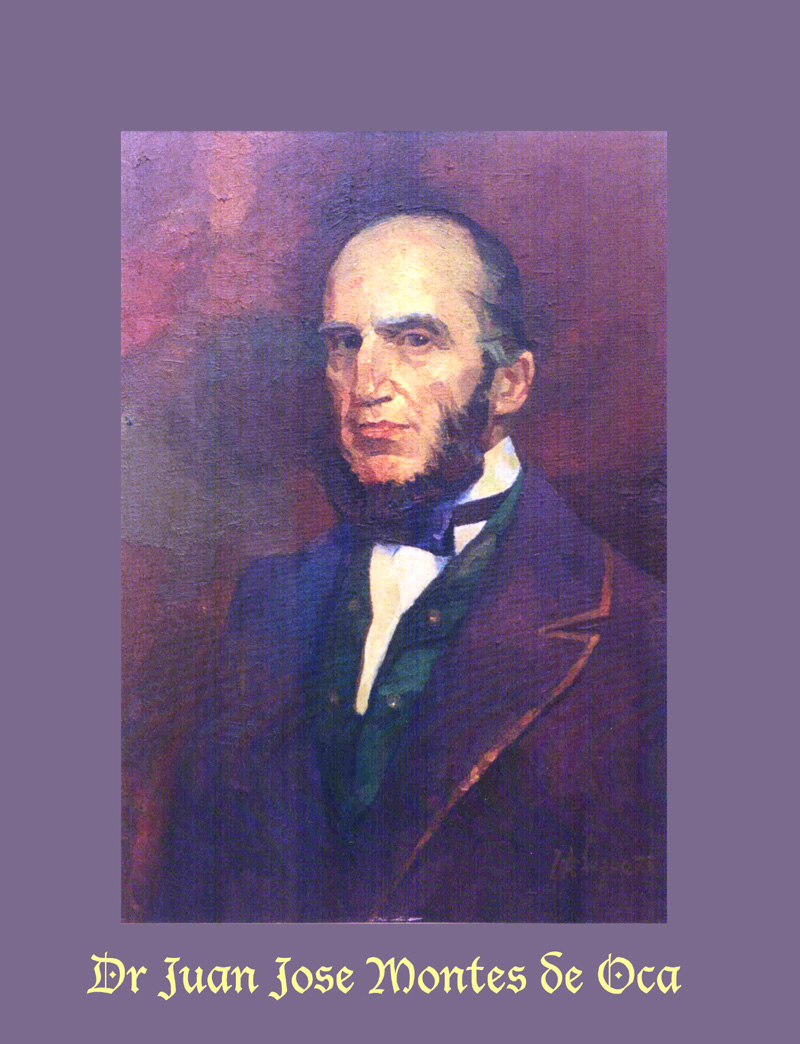

Juan José Montes de Oca (Buenos Aires, 6 de mayo de 1806 - Buenos Aires, 22 de febrero de 1876) fue un médico argentino del siglo XIX. Es considerado el primer gran cirujano de su país.

## Biografía
Juan José Montes de Oca nació en Buenos Aires, capital del Virreinato del Río de la Plata, de padres desconocidos.
En 1822 ingresó al curso inaugural de la flamante Escuela Universitaria, donde enseguida mostró excelentes aptitudes para el estudio de la anatomía y la práctica de la cirugía. 
Durante su época de estudiante fue miembro junto a un grupo de quince condiscípulos de la Sociedad Elemental de Medicina, fundada en 1824 y presidida por Diego Alcorta. 
En febrero de 1826, durante la guerra del Brasil, fue designado director anatómico de la Escuela y meses después, con solo veinte años, quedó interinamente a cargo de la Cátedra de Anatomía, bajo la supervisión del catedrático de Patología Quirúrgica, por la renuncia de su titular Francisco Cosme Argerich. Al año siguiente se doctoró como el mejor alumno de su promoción con una tesis sobre El cólera morbus. 
En 1828 fue designado para ocupar la cátedra titular de anatomía y fisiología. Enseñaba en forma práctica sobre cadáveres y por la pericia que demostraba en la disección obtuvo reputación como cirujano.
El 12 de marzo de ese año casó con Raymunda Josefa Rodríguez Palavecino (1803-1869), hija del español Manuel Mamerto Rodríguez y la porteña Ana Gregoria Lorenza Palavecino y Aguilar.
Si bien Montes de Oca no tenía actuación política, sus amistades simpatizaban o militaban en el partido Unitario, por lo que tras obtener el poder Juan Manuel de Rosas, en 1835 fue separado de sus cargos académicos y como médico del Hospital General de Hombres.
Fue encarcelado en febrero de 1839 aunque poco tiempo después fue autorizado a expatriarse. Si bien embarcó con destino a Francia, al hacer escala en Montevideo prefirió permanecer allí, uno de los principales refugios de los argentinos proscriptos por razones políticas.
En esa ciudad se desempeñó como Profesor de Medicina y Cirugía y como cirujano en los hospitales de sangre durante el sitio de Montevideo. Empobrecido, se vio forzado a emigrar a la isla de Santa Catalina, Brasil, donde ejerció su profesión hasta trasladarse a Río de Janeiro.
En Río adquirió rápidamente prestigio como cirujano y se desempeñó eficazmente en la lucha contra la epidemia de fiebre amarilla que azotó la ciudad desde 1849. Temiendo la propagación al Río de La Plata escribió un trabajo acerca de las medidas de prevención e higiene necesarias para evitar la epidemia, el que fue autorizado para ser publicado en la ciudad de Buenos Aires.
Montes de Oca regresó a su ciudad natal tras la caída de Rosas. Se transformó en el principal organizador de la escuela médica, base de la futura Facultad de Medicina. En Buenos Aires cultivó la amistad del general Bartolomé Mitre. El 2 de junio de 1853 Mitre recibió una herida de bala en la frente, que si bien fue amortiguada, causó fractura del frontal y obligó a una cirugía para extraer los fragmentos óseos. Montes de Oca, junto al Dr. Ireneo Portela, Pedro Ortiz Vélez (sobrino de Dalmacio Vélez Sarsfield) e Hilario Almeyda salvaron su vida.
En 1858 fue quien lanzó la primera alarma de la llegada a Buenos Aires de la primera invasión de fiebre amarilla, al verificar en una paciente síntomas que ya había observado en Río de Janeiro.
Difundió en Argentina el uso de la anestesia general clorofórmica, que había empleado en Brasil. En 1862 asumió la Presidencia de la Facultad de Medicina de la Universidad de Buenos Aires, siendo reelecto cinco veces consecutivas hasta su retiro de la enseñanza en 1873. En ese cargo creó el Museo de Anatomía Patológica y la Biblioteca de la Facultad, los que tras su muerte recibieron su nombre.
Durante la Guerra de la Triple Alianza marchó con el ejército al Paraguay. 
La epidemia mundial de cólera de 1867 golpeó a los ejércitos y llegó a Buenos Aires en el mes de abril de ese año. La Comisión de Higiene Pública estaba dirigida por el Dr. Leopoldo Montes de Oca, hijo de Juan José Montes de Oca, a la sazón Director del Hospital Militar del Retiro y de la Facultad de Medicina, quien creó en los Corrales de Miserere un lazareto de 40 camas que llevaría por nombre San Roque. 
Durante catorce años ejerció funciones legislativas en la Cámara de Diputados y en el Senado de la Provincia de Buenos Aires, institución que llegó a presidir.
Juan José Montes de Oca murió víctima del agravamiento de una afección bronquiopulmonar y cardíaca crónica en Buenos Aires el 22 de febrero de 1876, poco antes de cumplir 70 años.  Se lo amortajó según su deseo, con la túnica que usó en el hospital. Nicolás Avellaneda, presidente de la República, acompañó las exequias.
Tuvo numerosos hijos: Anastasia, Domingo y Trinidad, fallecidos infantes y Juan José (1830-1903), los médicos Manuel Augusto (1832-1882) y Leopoldo (1833-1906), Irene Eugenia (1836, casada con el Dr. Mariano Varela Cané), José Octavio (1837), Alejandro (1837), Rómulo (1842-1882), Julio Guillermo (1844), Luisa y Etelvina Montes de Oca Rodríguez Palavecino (1854).